# Abbaye de Maubeuge
L'abbaye de Maubeuge est une abbaye de chanoinesses fondée en 661 et située dans la commune de Maubeuge dans le département du Nord.

## Historique

Armoiries d'Alken, commune du Limbourg belge, représentant sainte Aldegonde.

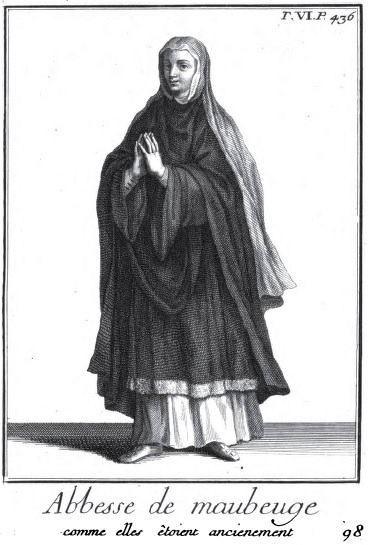
Abbesses de Maubeuge, Gosselin (1718), Histoire des ordres monastiques.

- En 661, sainte Aldegonde fonda le cloître mixte de l'abbaye de Maubeuge[1], dont elle devint la première abbesse. Des parchemins et une charte de dotation de l'abbaye de Maubeuge sont aux archives de l'État de Liège[2]
- Hildoard, évêque de Cambrai, dépose les reliques de sainte Aldegonde à Maubeuge. Aldertrude et Madelberte deviennent abbesses après la mort de leur tante.
- L'Abbaye de Maubeuge obtient le titre d'abbaye royale en 864, après le traité de Metz qui la situe en Lotharingie.
- En 876 et 881 l'abbaye est pillée par les Normands, en 953 par les Hongrois[3].
- en 1078 la ville autour de son monastère est assiégée par Thierry d'Avesnes.
- En 1246 Saint Louis mettra fin à la querelle par un arbitrage attribuant le Hainaut à la maison d'Avesnes, et la Flandre à la maison de Dampierre
- En 1388 l'abbaye frappe monnaie, elle émettait des deniers de plomb et continua à frapper jusqu'au XVIe siècle. Cette monnaie circula dans une grande partie de la Belgique[4]…
- le 31 juillet 1699 au Trianon le roi donne l'abbaye à Madame de Noyelles, une des plus anciennes chanoinesses de la maison[5].
- L'abbaye devient un couvent en 1791.

## Galerie

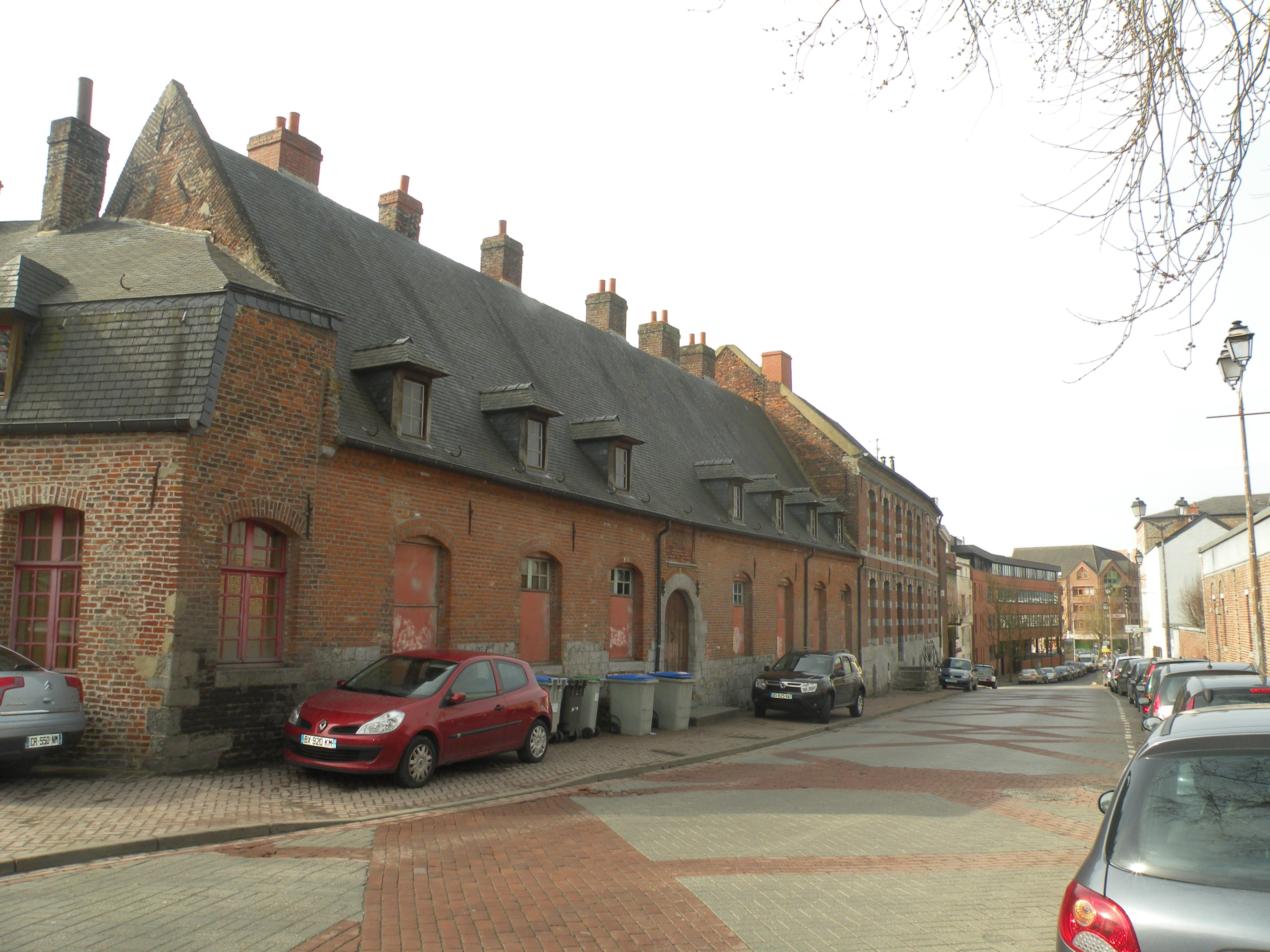
Le béguinage des Cantuaines.
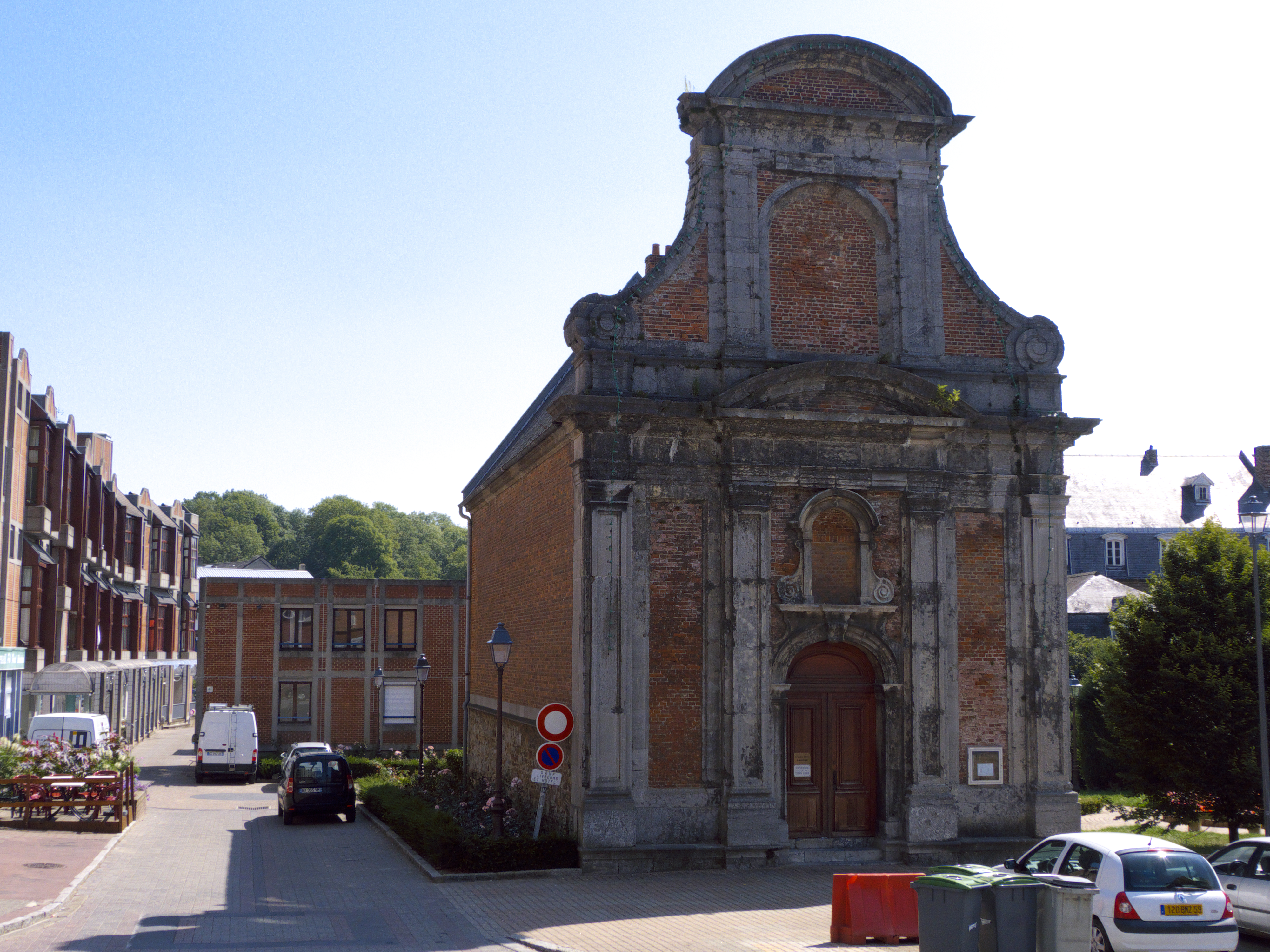
La chapelle des Sœurs Noires.
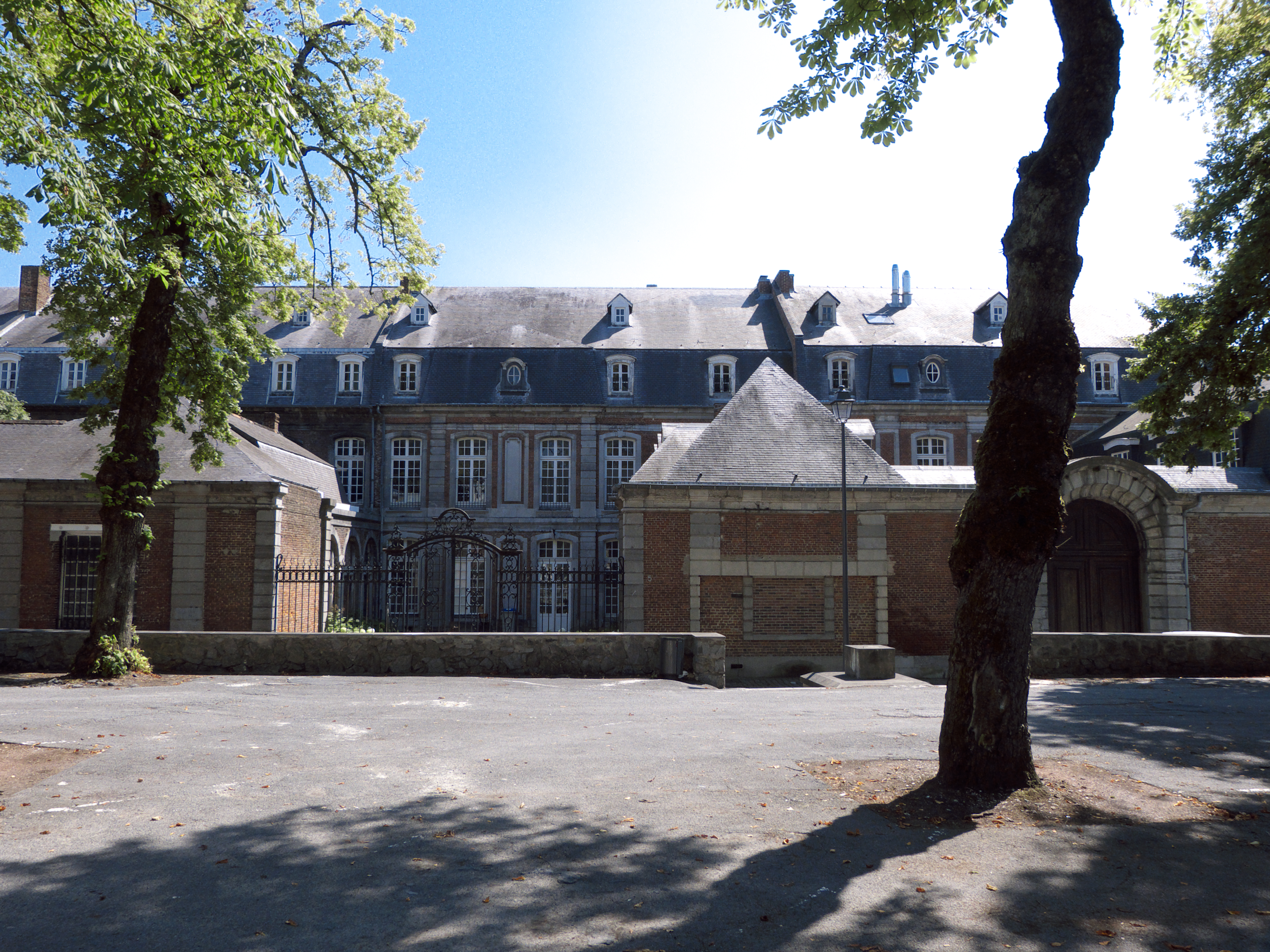
Le chapitre des Chanoinesses.

## Biens de l'abbaye
- Bettrechies village donné en 646 par sainte Aldegonde à l'abbaye[6].

## Abbesses
La marque distinctive des chanoinesses était une médaille d'or émaillée comportant l'image de sainte Aldegonde, cette médaille était suspendue à un cordon bleu attaché par un gland d'or..
- Pour être présentée à ce chapitre, il faut porter un nom dont l'origine sur 8 générations d'ascendance soit de noblesse militaire & chevaleresque[8].
- Claudine Guérin de Tencin abbesse mère de D'Alembert[9].